# Леринска номархия
Леринската номархия (на гръцки: Η παλιά Νομαρχία) е обществена сграда, една от архитектурните забележителности на западномакедонския град Лерин, Гърция.

## Местоположение
Разположена е на улица „Мегас Александрос“ № 112, до Конака (Съдебната палата).

## История
Сградата е построена преди 1904 година като резиденцията на турския управител на града, на кратко разстояние от кметството. В големия двор първоначално има малка сграда затвор. След като Лерин попада в Гърция в 1912 година, сградата е използвана като седалище на областната управа (номархията). Днес в него се помещават Учебният център „Лерин“, както и Центърът за превенция на наркоманиите.

## Описание
Типологията на етажния план показва всички характеристики на градската симетрична резиденция от епохата: централна, отворена зала, чийто вход е организиран в единия край, вътрешното стълбище е в другия, а помещенията са развити отляво и отдясно. Централната ос на симетрия е подчертана от главния вход, балкона на първия етаж и фронтона на покрива. Псевдоарки обрамчват трите секции, на които е разделена повърхността на фасадата, като в същото време организират отворите в пространствата между тях. Хоризонталните декоративни рамки ограничават равнините, а линейните рамки очертават отворите, завършвайки класицистичната композиция на фасадата. Добавянето на трети етаж през 1938 година променя външния вид чрез опростяване на морфологичните елементи.